# تنش برشی بحرانی منعکس‌شده
رابطهٔ بین تنش برشی بحرانی{\displaystyle \tau _{CRSS}}وتنش برشی{\displaystyle \tau _{RSS}}
تنش برشی اعمال شده به صفحه (resolved shear stress) یا {\displaystyle \tau _{RSS}}که این پارامتر وابسته به دو زاویه است، اولی زاویهٔ بین بردار نرمال صفحه با جهت اعمال نیرو φ دومین زاویه، زاویهٔ بین جهت لغزش صفحه و جهت اعمال نیرو استλ. حال چرا {\displaystyle \tau _{RSS}} وابسته به این دو زاویه است زیرا تنش برشی برابر است با نیرو تقسیم بر واحد سطح در محاسبهٔ نیروی اعمال شده در صفحهٔ مورد نظر زاویهٔ دومی به کار برده می‌شود و در محاسبهٔ مساحت صفحه ای که به آن اعمال نیرو می‌شود زاویهٔ اولی استفاده می‌شود که رابطه آن به صورت زیر است
{\displaystyle F_{D}}نیروی وارده به صفحهٔ لغزش{\displaystyle A_{S}}مساحت صفحهٔ لغزش است
{\displaystyle \sigma =F\div A}
{\displaystyle \tau _{RSS}=F_{D}\div A_{S}}
{\displaystyle F_{D}=F\times cos(\lambda )}
{\displaystyle A_{S}=A\div cos(\phi )}
{\displaystyle \tau _{RSS}=\sigma \times cos(\phi )cos(\lambda )}
{\displaystyle \tau _{RSS}=\sigma \times m}
در رابطه بالا m را ضریب اشمید می‌گوییم که همان وابستگی {\displaystyle \tau _{RSS}}(resolved shear stress)را به دو زاویه {\displaystyle \phi ,\lambda }نشان می‌دهد طبق این رابطه می‌توان فهمید که ماکزیمم مقدار تنش برشی در زاویه ۴۵درجه اتفاق می‌افتاد و در دو زاویه ۰، ۹۰ مقداررش صفر می‌شود
در اینجاست پارامتر دیگری را تعریف می‌کنیم به نام تنش برشی منعکس شده بحرانی{\displaystyle \tau _{CRSS}}(critical resolved shear stress)این پارامتر مقدار تنشی است که بتواند نابجایی را حرکت دهد (ما می‌دانیم نابجایی در صفحات متراکم یا همان صفحات لغزش (slip plane)حرکت می‌کند) حال خود این پارامتر به عوامل مختلفی بستگی دارد مانند ساختار کریستالی ماده، دما، پیوندهای بین اتمی (یونی، کووالانسی و…)
از آخرین روابطی که به دست آوردیم می‌فهمیم که {\displaystyle \sigma ,\tau _{RSS}} با هم رابطهٔ خطی دارند که ضریب خط آنها m می‌باشد

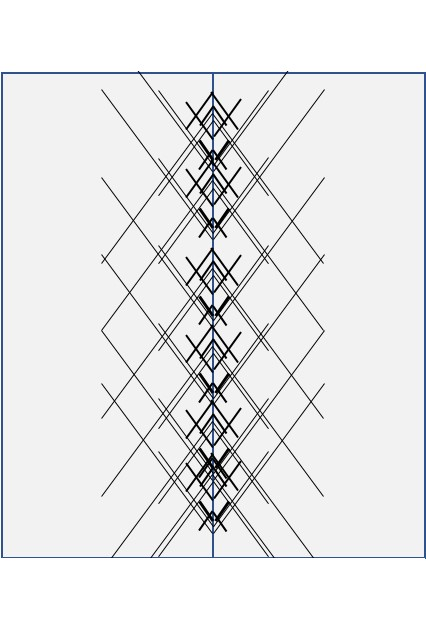
سیستم‌های لغزش اطراف مرزهای دانه

نکتهٔ مهم اینجاست که تنش تسلیم{\displaystyle \sigma _{y}}در تعریف آن داشتیم که باعث تغییر شکل پلاستیک ماده می‌شود و در تعریف تنش برشی بحرانی داشتیم که باعث {\displaystyle \tau _{CRSS}}باعث حرکت نابه جایی‌ها می‌شود بنابراین از آنجایی که حرکت نابه جایی‌ها دلیل تغییر شکل پلاستیک می‌باشد پس با توجه به شکل روبه رو نقطه {\displaystyle (\sigma _{y},\tau _{RSS})}منطبق نمودار تنش و تنش برشی می‌باشند
 فاکتور اشمید بیشتر برای فلزات کریستال FCC کاربرد دارد اما برای فلزات پلی کریستال فاکتور تیلور دقیق تر است CRSS مقدار تنش برشی منعکس شده‌است که بافت دانه از بین می‌رود نشانگر شروع تغییر شکل پلاستیک است
{\displaystyle \tau _{CRSS}}
یک ثابت برای خانواده کریستال هاست به عنوان مثال کریستال بسته‌بندی شده(close packed) شش ضلعی، دارای سه خانواده اصلی هستند پایه منشوری هرمی با مقادیر مختلف برای تنش‌های برشی منعکس شده.

## سیستم لغزش در نزدیکی مرز دانه
در فلزات کریستالی، لغزش در جهت‌های خاص صفحات کریستالوگرافی اتفاق می‌افتد، و هر ترکیبی از جهت لغزش و صفحات لغزش دارای فاکتور لغزش مربوط به خود است. به عنوان مثال، برای یک سیستم مکعب روبشی (FCC)، صفحات و مسیرهای اولیه لغزش متعلق به خانواده های {\displaystyle \{111\}}و{\displaystyle <110>}می‌باشد. فاکتور اشمید برای صفحه  {\displaystyle ({\overline {1}}11)} در جهت {\displaystyle [101]} برای کشش اعمال شده در جهت {\displaystyle [123]}قابل محاسبه است
{\displaystyle m_{[101]({\overline {1}}11)}={\frac {(-1*1)+(1*2)+(1*3)}{((-1)^{2}+1^{2}+1^{2})^{1 \over 2}(1^{2}+2^{2}+3^{2})^{1 \over 2}}}*{\frac {(1*1)+(0*2)+(1*3)}{(1^{2}+0^{2}+1^{2})^{1 \over 2}(1^{2}+2^{2}+3^{2})^{1 \over 2}}}={\frac {16}{14\surd 6n}}}

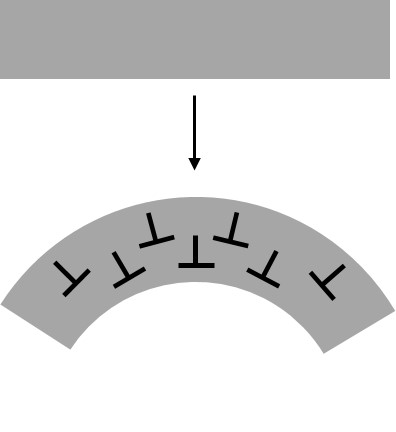
هندسهٔ لازم برای نابه جایی‌ها برای خم شدن مواد

در یک نمونهٔ کریستالی، تنش تسلیم توسط ضریب اشمید (Schmid) تک کریستالش تعیین می‌شود؛ بنابراین، به‌طور کلی، استحکام تسلیم برای جهت‌های مختلف تنش اعمال شده مشاهده می‌شود که متفاوت است. در نمونه‌های پلی کریستالی، استحکام تسلیم هر دانه متفاوت است و وابسته به حداکثر فاکتور اشمید است که نشان دهندهٔ سیستم لغزش عملیاتی است استحکام تسلیم متده در ارتباط با متوسط فاکتور اشمید است که برای مواد FCCو مواد BCCمتفاوت می‌باشد.
شروع تغییر شکل ‍‍پلاستیک در پلی کریستال‌ها تحت تأثیر تعداد سیستم‌های لغزش موجود قرار می‌گیرد تا ناپیوستگی‌ها را در مرزهای دانه منطبق سازد. در مورد دو دانهٔ مجاور یک دانه که دارای فاکتور اشمید بزرگ‌تری است در نتیجهٔ آن تنش تسلیم آن کمتر است. تحت این بار یا نیرو، دانهٔ ضعیف زود تر تغییر شکل می‌دهد و همین تغییر شکل باعث تمرکز تنش در نزدیکی مرز میان آنها می‌شود. این تمرکز تنش باعث حرکت دادن نابه جایی‌ها در صفحات لغزش موجود می‌شود. این تغییرات از نظر هندسی ضروری است تا اطمینان شود که فشار در هر دانه معادل با در مرز دانه است که در نتیجهٔ آن معیار سازگاری دانه‌ها مناسب است. تیلور نشان داد که برای تغییر شکل دلخواه باید حداقل پنج سیستم لغزش فعال باشند. در ساختارهای کریستالی با کمتر از پنج سیستم لغزش فعال، مانند فلزات بسته‌بندی شده شش ضلعیHCP نمونه به جای تغییر شکل پلاستیک شکنندگی در آن رخ می‌دهد.
به همین خاطر است که موادی مانند آهن (در دماهای پایینBCC)، آلومینیوم و مس (ساختارFCC)نسبت به موادی مانند منیزیم (ساختارHCP) شکل پذیرند زیرا مواد FCCوBCCدارای سیستم لغزش مورد نیاز برای تغییر شکل پلاستیک هستند اما موادی با ساختارHCPتعداد سیستم لغزش‌های مورد نیاز برای تغییر شکل پلاستیک را دارا نیستند.
| ساختار کریستالی                 |                                            | تعداد سیستم لغزش‌های مستقل |
| ------------------------------- | ------------------------------------------ | ------------------------- |
| مکعب وجوجهت‌های مربوطه ه پر(FCC) | {\displaystyle \{111\}<1{\overline {1}}0>} | ۵                         |
| مکعب مرکز پر(BCC)               | {\displaystyle {110}<{\overline {1}}11>}   | ۵                         |
| شش ضلعی فشرده (HCP)             | {\displaystyle {0001}<11{\overline {2}}0>} | ۲                         |

## اثرات دما و افزایش مقاومت از طریق محلول جامد(solid solution) بر مقدار تنش برشی بحرانی
در دماهای پایین و انرژی بیشتر (به عنوان مثال-استرس اعمال شده بیشتر) فعال کردن تعدادی سیستم لغزش مورد نیاز استاین به ویژه در مواد BCCمشهود است که در آن پنج سیستم لغزنده مستقل در دمای پایین‌تر از دمای انتقال مجاز به ترشح یا DBTT فعال نیستند، بنابراین نمونه‌های BCC شکننده می‌شوند.
به‌طور کلی، موقعی که دمای همولوگ کاهش پیدا می‌کند CRSSافزایش پیدا می‌کند زیرا برای فعال کردن سیستم‌های لغزش انرژی بیشتری میگیرد اگرچه این اثر در ساختارهای FCCبسیار کمتر است.
افزایش مقاومت از طریق محلول‌های جامد (solid solution)هم افزایش می‌دهد مقدار CRSSدر مقایسه با مواد تک کریستالی خالص به این دلیل که اتم‌های حل شده با منحرف کردن شبکهٔ کریستالی باعث ممانعت حرکت نابه جایی‌ها می‌شوند که برای تغییر شکل پلاستیک لازم هستند؛ به عبارت دیگر می‌توان گفت که (solid solution)نابه جایی‌ها را مهار کرده و این مهار شدن آنها باعث این می‌شود که سخت‌تر پنج سیستم لغزش فعال بشوند بنابراین زمانی که کمتر از پنج سیستم لغزش وجود داشته باشد ماده تردتر و شکننده تر می‌شود.